# Yukana
Yukana Nogami (野上 ゆかな Nogami Yukana?) es una cantante y seiyū japonesa nacida el 6 de enero de 1975 en Chiba, Japón. El 1 de abril de 2001 simplificó su nombre a solo Yukana. Actualmente trabaja en la empresa Sigma Seven.

## Roles interpretados
Lista de los roles interpretados durante su carrera como seiyū.
Los personajes principales están en negrita.

### Anime
1994
- Montana Jones como Nicoletta.

1995
- Azuki-chan como Azusa "Azuki-chan" Noyama.
- Tenchi Universe como Mirai Ozora (ep.8)
- Wedding Peach como Yuri Tanima/Angel Lily.

1997
- Clamp Gakuen Tanteidan como Manami Sakuranka (ep.7)
- Pokémon como Himeka (ep.198); Tsubaki (ep.91)

1998
- The Adventures of Mini-Goddess como Nozomi.
- Cardcaptor Sakura como Meiling Li.
- DT Eightron como Jieshika.
- Yu-Gi-Oh! como Miho Nosaka.

1999
- I'm Gonna Be An Angel! como Natsumi.
- Starship Girl Yamamoto Yohko como Lubrum.

2000
- Daa! Daa! Daa! como Kiwi.
- Ghost Stories como Shizuko (ep.14)
- Inuyasha como Kanna.
- Shin Megami Tensei Devil Children como Kaname Mirai

2001
- Angel Tales como Usagi no Mika (conejo)
- Final Fantasy: Unlimited como Somosan (ep.16)
- Najica Blitz Tactics como Swaney.
- Rave Master como Reina.

2002
- Aquarian Age - Sign for Evolution como Sarashina.
- Chobits como Kotoko.
- Dragon Drive como Sayaka Towa.
- Full Metal Panic! como Teletha "Tessa" Testarossa.
- Petite Princess Yucie como Mimy (ep.3)
- Pita Ten como Shia.
- Samurai Deeper Kyo como Sakuya.
- Shin Megami Tensei Devil Children: Light & Dark como Kaname Mirai.
- The Twelve Kingdoms como Youka.

2003
- Air Master como Mina Nakanotani.
- Full Metal Panic? Fumoffu como Teletha "Tessa" Testarossa.
- Shutsugeki! Machine Robo Rescue como Alice Beckham; Marie Bitou.
- Tenshi no Shippo Chu! como Rabbit Mika.
- Yami to Bōshi to Hon no Tabibito como Lalah (eps.10-11)

2004
- Daphne in the Brilliant Blue como Maia Mizuki
- Futari wa Pretty Cure como Honoka Yukishiro/Cure White.
- Bleach como Isane Kotetsu.
- Fafner como Yumiko Toomi.
- Kyo Kara Maoh! como Ulrike.
- My-HiME como Fumi Himeno; Mashiro Kazahana.
- Onmyou Taisenki como Hiiragi no Horin; Momo Jouzenji.

2005
- Angel Heart como Souchin (ep.50)
- Black Cat como Rinslet Walker.
- Full Metal Panic! The Second Raid como Teletha "Tessa" Testarossa.
- Futari wa Pretty Cure Max Heart como Honoka Yukishiro/Cure White.
- MÄR como Merillo.
- My-Otome como Mashiro Blan de Windbloom.

2006
- Ah! My Goddess: Flights of Fancy como Nozomi (ep.19)
- ～Ayakashi～japanese classic horror como Kayo (Bakeneko).
- Bakegyamon como Aki Hino.
- Digimon Savers como Lalamon.
- Code Geass: Lelouch of the Rebellion como C.C., narrador.
- Jigoku Shoujo Futakomori como Yurie (ep.19)
- Kujibiki Unbalance como Kasumi Kisaragi.
- Otogi-Jushi Akazukin como Katejina.
- Simoun como Dominura; Eri/Erifu; Military Technician (ep.10); Pair A (ep.19); Priestess A (ep.26); Reikoku Priestess A (ep.25); Wauf's Daughter (ep.26)
- Strain: Strategic Armored Infantry como Lotti Gellar.
- Zegapain como Mizuki; Shin

2007
- Devil May Cry como Patty (adulta)
- GeGeGe no Kitaro como AYA (ep.62)
- Genshiken 2 como Kasumi Kisaragi (ep.2)
- Heroic Age como Nilval.
- IDOLM@STER: XENOGLOSSIA como R.I.F.F.A..
- Magical Girl Lyrical Nanoha StrikerS como Reinforce Zwei; Lucino Liilie
- Mokke como Aki.
- Mononoke como Chiyo Nomoto (Bakeneko); Kayo (Umibouzu).
- Myself ; Yourself como Saeko.
- Toward the Terra como Madre de Jomy.

2008
- Code Geass: Lelouch of the Rebellion R2 como C.C., narrador
- Rosario + Vampire como Keito (ep.11)
- Sekirei como Kazehana.
- Soul Eater como Yumi Azusa.
- Tales of the Abyss como Tear Grants; Yulia Jue.
- The Tower of Druaga: the Aegis of Uruk como Succubus.
- Wagaya no oinari-sama como Kūgen Tenko (femenino).
- Zettai Karen Children como Fujiko Tsubomi.

2009
- Inuyasha: The Final Act como Kanna.
- Kiddy Girl-and como Troisienne.
- Kurokami: The Animation como Namu.
- Sora Kake Girl como Takane Shishidō.
- The Tower of DRUAGA -the Sword of URUK- como Succubus.

2010
- Amagami SS como Ai Nanasaki
- Sekirei ~Pure Engagement~ como Kazehana.
- Star Driver: Kagayaki no Takuto como Madoka Kei.
- Uragiri wa Boku no Namae o Shitteiru como Yuki (vida pasada).

2011
- Dragon Crisis! como Eriko Nanao.
- IS (Infinite Stratos) como Cecilia Alcott.

2012
- One Piece como Shirahoshi.
- Fairy Tail como Michelle Lobster.
- Mirai Nikki como Mao Nonosaka.
- Amagami SS+ como Ai Nanasaki.
- Saint Seiya Ω como Paradox de Géminis.

2013
- IS (Infinite Stratos) 2 como Cecilia Alcott.
- Saint Seiya Ω como Integra de Géminis y Paradox de Cetro.
- Arpeggio Of Blue Steel Ars Nova como Kongou.
- Unbreatable Machine Doll como Shouko.
- Blazblue Alter Memory como Imperator.

2014
- Cross Ange: Tenshi to Ryuu no Rondo como Emma Bronson
- Gugure! Kokkuri-san como Tama.

2017
- Chain Chronicle como Fatima
- "Dragon Ball Super" como kale

2020
- Toilet Bound Hanako-kun como Yako
- Monster Girl Dr. como Cthulhy

### OVA
- 801 T.T.S. Airbats como Yoko Shimorenjaku.
- Ai Tenshi Densetsu Wedding Peach DX como Yuri Tanima.
- Birdy the Mighty como Natsumi.
- Blue Submarine No.6 como Mayumi Kino.
- Borgman 2: New Century 2058 como Eliza.
- Chobits (OVA) como Kotoko.
- Eve no Jikan (ONA) como Akiko.
- Full Metal Panic!: The Second Raid (OVA) como Teletha "Tessa" Testarossa.
- Hyper Doll como Mica Minazuki.
- Medaka no Gakkō como Nekoko-san.
- Melty Lancer como Sylvia Nimrod.
- Moldiver como Mirai Ozora.
- My-Otome 0~S.ifr~ como Sakura Hazakura; Narradora.
- My-Otome Zwei como Mashiro Blan de Windbloom.
- Sci-Fi Harry como Genori.
- Starship Girl Yamamoto Yohko (OVA) como Lubrum.
- Starship Girl Yamamoto Yohko II como Lubrum.
- Vampire Hunter como Felicia.

### Películas
- BLEACH - The DiamondDust Rebellion como Isane Kotetsu, Yang.
- Cardcaptor Sakura: The Movie como Mei lin Li.
- Cardcaptor Sakura Película 2: La Carta Sellada como Mei lin Li.
- Crayon Shin-chan: Arashi wo Yobu Utau Ketsu dake Bakudan! como Urara.
- Digimon Savers the Movie - Ultimate Power! Burst Mode Invoke!! como Lalamon.
- Futari wa Pretty Cure Max Heart (Película) como Honoka Yukishiro/Cure White.
- Futari wa Precure Max Heart 2: Yukizora no Tomodachi como Honoka Yukishiro/Cure White.
- Inuyasha the Movie 2: The Castle Beyond the Looking Glass como Kanna.
- Mobile Suit Zeta Gundam: A New Translation como Four Murasame.
- Leave it to Kero! Theatrical Version como Meilin Li.
- X como Yuzuriha Nekoi.
- Yu-Gi-Oh! (Película) como Miho Nosaka.

### Videojuegos
- Advanced V.G. 2 como Yuka Takeuchi.
- Berserk ~Chapter of the Millenium Falcon - Record of the Holy Evil War Chapter~ como Schierke.
- Blue Archive como Himari Akeboshi
- Ehrgeiz como Clair Andrews.
- Magna Carta como Eonis Milan.
- Mahou Shoujo Pretty Sammy Part 1 como Moldiver.
- Mobile Suit Gundam: Climax U.C. como Four Murasame.
- Money Idol Exchanger como Asahi.
- Mugen no Frontier - Super Robot Taisen OG Saga como Nanbu Kaguya.
- Onimusha: Dawn of Dreams como Yagyuu Jubei (Akane).
- Persona: Be Your True Mind como Eriko Kirishima.
- Project X Zone como Kaguya Nanbu.
- SD Gundam G Generation Spirits como Four Murasame.
- Super Robot Wars A Portable como Four Murasame.
- Super Robot Wars Scramble Commander The 2nd como Four Murasame.
- Tales of the Abyss como Tear Grants.
- Tokimeki Memorial Girl's Side como Shiho Arisawa.
- Wedding Peach: Doki Doki Oironaoshi como Yuri Tanima.
- Fate/Grand Order como Katsushika Hokusai.
- Arknights como Dusk.
- Azur Lane como HMS Implacable
- Alchemy Stars como Azure.
- Guardian Tales como Ara.

### Tokusatsu
- Kamen Rider OOO (Mezūru).

## Discografía
Lista con su discografía.

### Singles
- all or nothing (1998)
- 命咲く (2008)

### Álbumes
- yu ka na (1998)[2]
- Blooming Voices (2008)[3]

### Participaciones en Anime
- Amagami SS: Koi wa Mizu-iro (ending eps 13-16) y Minamo (ep 15).[4]